# ووشی اپ‌تک
ووشی اپ‌تک (انگلیسی: WuXi AppTec) شرکت داروسازی چینی است، که در سال ۲۰۰۰ تأسیس شد.